# Lina Abu Akleh
Lina Abu Akleh, en árabe: لينا أبو عاقلة‎, (Jerusalén, 1995) es una defensora de los derechos humanos palestina. En 2022 fue nombrada una de las 100 mujeres más influyentes por la BBC e incluida en la lista Time 100 de líderes emergentes.

## Trayectoria
Abu Akleh es hija de madre armenia y padre palestino. Creció en Jerusalén. Tiene una licenciatura en Estudios Políticos de la Universidad Americana de Beirut. Se licenció en Estudios Internacionales por la Universidad de San Francisco.
Como sobrina de Shireen Abu Akleh, periodista asesinada a tiros por las fuerzas israelíes en 2022, Lina Abu Akleh ha hecho campaña en favor de la justicia para su tía y para cuestiones que afectan a los palestinos en general; esto ha consistido, entre otras cosas, en solicitar al Gobierno federal de los Estados Unidos que abra su propia investigación sobre la muerte de su tía, así como en reunirse con el Secretario de Estado Antony Blinken. En octubre de 2022 se reunió con el Papa Francisco en una misa en memoria de su tía.

## Reconocimientos
Abu Akleh fue nombrada como una de las 100 mujeres de la BBC en 2022 por haberse convertido en la cara de una campaña por la justicia y la rendición de cuentas por el asesinato de su tía.
Figura también en la lista Time 100 de líderes emergentes en 2022, habiendo sido incluida en esta lista por su reclamo público a que se examinase el trato que Israel dispensa a los palestinos.

## Obra
- Tesis: The Slow Creep of Settler Colonialism: Exploring Water Control in Palestine (El lento avance del colonialismo de colonos: exploración del control del agua en Palestina)